# Parafia św. Franciszka z Asyżu w Strzelcach Krajeńskich
Parafia św. Franciszka z Asyżu w Strzelcach Krajeńskich – rzymskokatolicka parafia, położona w dekanacie Strzelce Krajeńskie, diecezji zielonogórsko-gorzowskiej, metropolii szczecińsko-kamieńskiej w Polsce.
Erygowana 1 sierpnia 1936.